# Spațiu de lucru
Spațiul de lucru este un termen folosit în special de cei ce utilizează computerele și desemnează o configurație prin care se specifică aranjarea barei de comandă, butoanelor, comenzile. În engleză termenul este tradus prin workspace.
Programe precum CorelDRAW, Adobe Illustrator au spații de lucru interschimbabile. Această funcție este folositoare atunci când utilizatorul este obișnuit cu modalitatea de aranjare a elementelor de control al unui program și dorește să folosească această aranjare și în alte programe concurente din aceeași gamă.
Spațiul de lucru poate fi înțeles și ca un pachet de programe care rulează pe deasupra unui sistem de operare al unui calculator și care împart o interfață grafică comună.
Exemple
Spații de lucru pentru sistemele GNU/Linux:
- KDE
- GNOME
- Xfce
- Unity
- Cinnamon
- MATE
- LXDE
- LXQT
- Enlightenment
- JWM